# Droga wojewódzka 386
Die Droga wojewódzka 386 (DW 386) ist eine 16 Kilometer lange Droga wojewódzka (Woiwodschaftsstraße) in der polnischen Woiwodschaft Niederschlesien, die die Droga wojewódzka 381 in Gorzuchów mit der Droga wojewódzka 387 in Ścinawka Średnia verbindet. Die Strecke liegt im Powiat Kłodzki.

## Streckenverlauf
Woiwodschaft Niederschlesien, Powiat Kłodzki
- Tłumaczów (Tuntschendorf)
-  Ścinawka Górna (Obersteine) (DW 380, DW 387)
-  Ścinawka Średnia (Mittelsteine) (DW 387)
- Ścinawka Dolna (Niedersteine)
-  Gorzuchów (Möhlten) (DW 381)